# Spectral Voice
Spectral Voice — американская дэт-дум-метал-группа, основанная в 2012 году в Денвере (Колорадо). Коллектив выпустил два студийных альбома, Eroded Corridors of Unbeing и Sparagmos, а также несколько демо и сплитов.

## История
Группа была основана в 2012 году в Денвере (Колорадо) барабанщиком Эли Уэндлером и гитаристом Полом Ридлом. Вместе они играли в другой группе, и когда на репетиции никто, кроме них, не приходил, они джемили, сочиняя идеи для будущих песен Spectral Voice. После почти двух лет попыток найти единомышленников, они решили записать демо вдвоём. В 2015 году состоялся выход Necrotic Doom. Эли Уэндлер записал барабаны, гитару и вокал, а Пол Ридл сыграл на гитаре, басу и синтезаторе. Перед записью демо в группу были приглашены Моррис Колонтирски (гитара) и Джефф Барретт (бас) из Blood Incantation, но в записи они не участвовали.
В сентябре 2015 года вышел сплит с Blood Incantation. Песня, представленная со стороны Spectral Voice — первая написанная группой. Вокал в ней записал Кейси Хоган, участвовавший в первом туре группы. В октябре 2016 года вышел сплит с датской группой Phrenelith. Со стороны Spectral Voice была представлена «Peeled Veins» — первая композиция, в записи которой участвовали все 4 участника группы. Материал для обоих релизов был записан в июле 2015, мастерингом занимался Дэн Лондес в Resonance Sound.
Дебютный студийный альбом Eroded Corridors of Unbeing был выпущен 13 октября 2017 года на лейбле Dark Descent Records. Критики положительно оценили релиз и отметили его мрачность. Pitchfork назвал его одним из «10 лучших метал-альбомов 2017 года», а журнал Decibel поставил релиз на 6 место в списке «40 лучших альбомов 2017 года».
В 2018 году Spectral Voice с группой Primitive Man отправились в совместный тур по Северной Америке, прошедший в марте и апреле. 9 марта того же года вышел сплит с Vastum. В декабре 2019 года группа выступала с концертами в Европе в рамках тура «Seized By Black Trance», где помимо старых песен сыграли и новый материал. На некоторых выступлениях их поддержали Grave Miasma и Flowering Blade. После тура коллектив сосредоточился на сочинении и записи нового материала для грядущего альбома. 12 февраля 2020 года вышел сплит с группой Anhedonist. В апреле Spectral Voice снова отправились в североамериканский тур, в США к ним присоединилась финская группа Krypts. 9 июня 2023 года Spectral Voice выпустили сплит с датской группой Undergang.
11 декабря 2023 года Spectral Voice объявили дату выхода второго студийного альбома — 9 февраля 2024 года. Пластинка получила название Sparagmos. Запись, сведение и мастеринг альбома выполнил Артур Ризк в Redwood Studio. Вместе с анонсом также был выпущен клип на сингл «Red Feasts Condensed Into One». Второй сингл «Sinew Censer» вышел 13 января 2024 года. Релиз альбома состоялся 9 февраля 2024 года на лейбле Dark Descent Records. Sparagmos получил положительные отзывы от музыкальных критиков. 16 февраля группа анонсировала тур «Night Engulfs Life» по Северной Америке в поддержку альбома.

## Музыкальный стиль и влияния
Критики и журналисты относят группу к жанру дэт-дум-метал, а на поздних релизах отмечают влияние фьюнерал-дума. По словам музыкантов, на них оказало влияние творчество таких групп, как Disembowelment, Symphony of Grief, Mythic, Eternal Darkness, Rottrevore и Thergothon, а также старый финский дэт-метал: Rippikoulu, Sentenced, Abhorrence, Thergothon, Demigod и Demilich.

## Дискография
Студийные альбомы
- Eroded Corridors of Unbeing (2017)
- Sparagmos (2024)

Демо
- Necrotic Doom (2015)

Сплиты
- Spectral Voice / Blood Incantation (2015)
- Spectral Voice / Phrenelith (2016)
- Vastum / Spectral Voice (2018)
- Abject Darkness / Ineffable Winds (2020)
- Spectral Voice / Undergang (2023)

Компиляции
- Necrotic Demos (2020)

## Состав
Нынешний состав
- Эли Уэндлер (англ. Eli Wendler) — ударные (с 2012), вокал (с 2016)
- Пол Ридл (англ. Paul Riedl) — гитара (с 2012)
- Моррис Колонтирски (англ. Morris Kolontyrsky) — гитара (с 2013)
- Джефф Барретт (англ. Jeff Barrett) — бас-гитара (с 2014)

Бывшие участники
- Кейси Хоган (англ. Casey Hogan) — вокал (2012—2014)